# Pat Beckford
Patricia J. Beckford (ur. 6 sierpnia 1965 w Wolverhampton) – brytyjska lekkoatletka, sprinterka, medalistka mistrzostw Europy i olimpijka.

## Osiągnięcia sportowe
Specjalizowała się w biegu na 400 metrów. Wystąpiła w tej konkurencji na igrzyskach olimpijskich w 1988 w Seulu, ale odpadła w przedbiegach.
Zdobyła brązowy medal w sztafecie 4 × 400 metrów na mistrzostwach Europy w 1990 w Splicie. Sztafeta brytyjska biegła w składzie: Sally Gunnell, Jennifer Stoute, Beckford i Linda Keough. Ustanowiła wówczas rekord Wielkiej Brytanii z czasem 3:24,78.
Beckford była wicemistrzynią Wielkiej Brytanii (AAA) w biegu na 400 metrów w 1988 oraz brązową medalistką w biegu na 200 metrów w 1985 i 1988, a także brązową medalistką UK Championships w biegu na 400 metrów w 1990.

## Rekordy życiowe
Rekordy życiowe Beckford:
- bieg na 200 metrów – 23,60 s (14 lipca 1985, Budapeszt)
- bieg na 400 metrów – 52,26 s (14 sierpnia 1988, Gateshead)